# Jennie Wåhlin
Jennie Frances Wåhlin (Estocolmo, 26 de noviembre de 1997) es una deportista sueca que compite en curling.
Participó en los Juegos Olímpicos de Pyeongchang 2018, obteniendo una medalla de oro en la prueba femenina.
Ganó una medalla de plata en el Campeonato Mundial de Curling Femenino de 2018, dos medallas en el Campeonato Mundial de Curling Mixto, en los años 2016 y 2023, y una medalla de plata en el Campeonato Europeo de Curling Femenino de 2017.

## Palmarés internacional
| Juegos Olímpicos         | Juegos Olímpicos            | Juegos Olímpicos | Juegos Olímpicos |
| Año                      | Lugar                       | Medalla          | Prueba           |
| ------------------------ | --------------------------- | ---------------- | ---------------- |
| 2018                     | Pyeongchang (Corea del Sur) | Medalla de oro   | Equipo           |
| Campeonato Mundial       |                             |                  |                  |
| Año                      | Lugar                       | Medalla          | Prueba           |
| 2018                     | North Bay (Canadá)          | Medalla de plata | Equipo           |
| Campeonato Mundial Mixto |                             |                  |                  |
| Año                      | Lugar                       | Medalla          | Prueba           |
| 2016                     | Kazán (Rusia)               | Medalla de plata | Mixto            |
| 2023                     | Aberdeen (Reino Unido)      | Medalla de oro   | Mixto            |
| Campeonato Europeo       |                             |                  |                  |
| Año                      | Lugar                       | Medalla          | Prueba           |
| 2017                     | San Galo (Suiza)            | Medalla de plata | Equipo           |